# Colette Ndzana
Colette Ndzana, née le 19 juillet 2000 à Yaoundé au Cameroun, est une joueuse internationale camerounaise de football et de futsal qui évolue au poste d'arrière gauche au Dinamo-BGU Minsk et en équipe nationale féminine du Cameroun.

## Biographie

### Carrière en club
Ndzana joue d'abord pour l'Éclair de Sa’a au Cameroun.

### Carrière internationale
Ndzana remporte la médaille d'argent aux Jeux africains de 2019 avec l'équipe nationale féminine des moins de 20 ans du Cameroun. Elle est sélectionnée au niveau senior lors du Tournoi de qualification olympique féminin de la CAF de 2020.
En tant que joueuse de futsal, Ndzana participe aux Jeux olympiques de la jeunesse d'été 2018.
Elle est appelée en équipe du Cameroun pour disputer la Coupe d'Afrique des nations 2022.